# Liste von Persönlichkeiten der Stadt Oslo
Die folgende Liste enthält Personen, die in Oslo (1624 bis 1924 Christiania; 1877 bis 1924 auch Kristiania)  geboren wurden sowie solche, die dort zeitweise gelebt haben, jeweils chronologisch aufgelistet nach dem Geburtsjahr. Die Liste erhebt keinen Anspruch auf Vollständigkeit.

## In Oslo geborene Persönlichkeiten

### 17./18. Jahrhundert
- Laurentius Nicolai Norvegus († 1622), Jesuitenpater
- Peder Povelsson Paus (1590–1653), Geistlicher der lutherischen Staatskirche
- Niels Juel (1629–1697), dänischer Admiral
- Otto Sperling (1634–1715), Jurist und Polyhistor
- Johan Ernst Gunnerus (1718–1773), norwegischer Bischof, Botaniker, Ornithologe und Zoologe
- Christian Braunmann Tullin (1728–1765), Kaufmann, Beamter und Dichter
- Johan Henrik Bruun (1732–1796), dänisch-norwegischer Kaufmann
- Andreas Bruun (1737–1788), dänisch-norwegischer Handelsverwalter
- Bernt Anker (1746–1805), Holzhändler, Schiffsreeder und Bergwerkseigner
- Peder Anker (1749–1824), Staatsmann und Gutseigner
- Conradine Dunker (1780–1866), Schriftstellerin, Pädagogin und Schauspielerin
- Christian Magnus Falsen (1782–1830), Beamter und Politiker
- Christopher Hansteen (1784–1873), Astronom
- Waldemar Thrane (1790–1828), norwegischer Komponist, Violinist und Dirigent

### 19. Jahrhundert

#### 1801 bis 1820
- Rudolf Keyser (1803–1864), Historiker
- Peter Andreas Munch (1810–1863), Historiker
- Andreas Munch (1811–1884), Dichter
- Peter Christen Asbjørnsen (1812–1885), Schriftsteller, Wissenschaftler und Märchensammler
- Christian Schibsted (1812–1878), Verleger
- Frederik Marcus Knuth (1813–1856), dänischer Lehnsgraf, Amtsmann und Politiker
- Marie Colban (1814–1884), Romanschriftstellerin und Übersetzerin
- Halfdan Kjerulf (1815–1868), Komponist
- Vilhelmine Ullmann (1816–1915), Pädagogin, Schriftstellerin und Frauenrechtlerin
- Marcus Thrane (1817–1890), Sozialist
- Carl Richard Unger (1817–1897), Philologe

#### 1821 bis 1840
- Hjalmar Kjerulf (1821–1847), Maler der Düsseldorfer Schule
- Ole Peter Hansen Balling (1823–1906), Maler
- Halvor Schou (1823–1879), Industrieller
- Aasta Hansteen (1824–1908), Malerin, Schriftstellerin und Feministin
- Carl Anton Bjerknes (1825–1903), Mathematiker und Physiker
- Hans Fredrik Gude (1825–1903), Landschafts- und Marinemaler
- Theodor Kjerulf (1825–1888), Geologe und Lyriker
- Gustav Adolph Mordt (1826–1856), Landschaftsmaler
- Johannes Steen (1827–1906), Politiker
- Emil Schreiner (1831–1910), klassischer Philologe und Lehrer
- Karen Holmsen (1832–1912), Opernsängerin (Mezzosopran)
- Peter Ludwig Mejdell Sylow (1832–1918), Mathematiker
- Christian Fredrik Ytteborg (1833–1865), Landschafts- und Historienmaler der Düsseldorfer Schule
- Henrik Jørgen Huitfeldt-Kaas (1834–1905), Genealoge, Heraldiker und Archivar
- Anna Stang (1834–1901), Frauenrechtlerin
- Emil Stang (1834–1912), Politiker und Jurist
- Karl Maria Schilling (1835–1907), römisch-katholischer Ordenspriester und Maler der Düsseldorfer Schule
- Cato Maximilian Guldberg (1836–1902), Mathematiker und Chemiker
- Johanne Mathilde Dietrichson (1837–1921), Porträt- und Genremalerin der Düsseldorfer Schule
- Otto Winter-Hjelm (1837–1931), Komponist, Dirigent, Organist, Musikkritiker und -pädagoge
- Christian Homann Schweigaard (1838–1899), Jurist und Politiker
- Christopher Bruun (1839–1920), Geistlicher und Lehrer
- Frederik Collett (1839–1914), Landschaftsmaler der Düsseldorfer Schule und der Schule von Barbizon
- Ole Falck Ebbell (1839–1919), Architekt
- Cathinka Guldberg (1840–1919), Diakonisse und Begründerin der Krankenpflegeausbildung in Norwegen
- Johan Svendsen (1840–1911), Komponist

#### 1841 bis 1860
- Carl Berner (1841–1918), Politiker
- Edmund Neupert (1842–1888), Pianist, Komponist und Musikpädagoge
- Rikard Nordraak (1842–1866), Komponist, komponierte die norwegische Nationalhymne
- Axel Gudbrand Blytt (1843–1898), Botaniker und Geologe
- Jacob Lindboe (1843–1902), Jurist und Politiker
- Mathilde Schjøtt (1844–1926), Schriftstellerin, Literaturkritikerin und Frauenrechtlerin
- Johan Peter Selmer (1844–1910), Komponist
- Oscar Wergeland (1844–1910), Maler
- Herman Major Schirmer (1845–1913), Architekt, Architekturhistoriker und Reichs-Antiquar
- Frits Thaulow (1847–1906), Maler
- Axel Heiberg (1848–1932), Geschäftsmann und Mäzen
- Viggo Ullmann (1848–1910), Pädagoge, Politiker und Autor
- Adolf Schirmer (1850–1930), Architekt
- Andreas Aubert (1851–1913), Kunsthistoriker und Kunstkritiker
- Waldemar Christofer Brøgger (1851–1940), Mineraloge und Geologe
- Emily Langberg (1851–1935), Malerin
- Wilhelm Otto Peters (1851–1935), Maler, Illustrator und Grafiker
- Eilif Peterssen (1852–1928), Maler
- Asta Nørregaard (1853–1933), Malerin
- Adolph Claudius Tidemand (1854–1919), Maler der Düsseldorfer Schule
- Axel Paulsen (1855–1938), Eiskunstläufer
- Waldemar Hansteen (1857–1921), Architekt
- Gunnar Heiberg (1857–1929), Schriftsteller und Regisseur
- Catharinus Elling (1858–1942), Komponist, Volksmusiksammler, Musikkritiker und -pädagoge
- Peter Byrnie Lindeman (1858–1930), Organist und Komponist
- Eva Nansen (1858–1907), Sängerin
- Per Winge (1858–1935), Komponist, Dirigent, Pianist und Organist
- Frederik Valdemar Nikolai Beichmann (1859–1937), Jurist
- Bjørn Bjørnson (1859–1942), Schauspieler, Regisseur, Dramatiker und Theaterleiter
- Peter Dybwad (1859–1921), deutscher Architekt norwegischer Herkunft
- Sigurd Ibsen (1859–1930), Schriftsteller, Rechtsanwalt und Politiker
- Carl Frithjof Smith (1859–1917), Porträt- und Genremaler
- Carl Georg Barth (1860–1939), norwegisch-amerikanischer Mathematiker und Ingenieur
- Axel Holst (1860–1931), Arzt

#### 1861 bis 1870
- Ægidius Elling (1861–1949), Ingenieur und Erfinder
- Vilhelm Bjerknes (1862–1951), Physiker und Meteorologe
- Christopher Tostrup Paus (1862–1943), päpstlicher Kammerherr, Graf, Gutsbesitzer, Philanthrop und Kunstsammler
- Alfred Stabell (1862–1942), Sportschütze
- Vilhelm Dybwad (1863–1950), Jurist und Schriftsteller
- Alfred Larsen (1863–1950), Segler
- Edvard Munch (1863–1944), Maler und Graphiker
- Carsten Egeberg Borchgrevink (1864–1934), Naturforscher und Polarreisender
- Hjalmar Borgstrøm (1864–1925), Musikjournalist und Komponist
- Henrik Bull (1864–1953), Architekt
- Nils Collett Vogt (1864–1937), Schriftsteller
- Christian Magnus Falsen Sinding-Larsen (1866–1930), Arzt
- Kristian Birkeland (1867–1917), Physiker
- Johanne Dybwad (1867–1950), Schauspielerin und Regisseurin
- Severin Lieblein (1866–1933), Schriftsteller
- Dagmar Möller (1866–1956), schwedische Sängerin und Gesangspädagogin
- Johanne Dybwad (1867–1950), Schauspielerin und Regisseurin
- Fredrik Stang der Jüngere (1867–1941), Jurist und Politiker
- Finn Frølich (1868–1947), norwegisch-US-amerikanischer Bildhauer
- Valdemar Glückstadt (1868–1942), dänischer Großkaufmann, Gutsbesitzer und königlich-italienischer Generalkonsul
- Clara Holst (1868–1935), Philologin
- Alfred Andersen-Wingar (1869–1952), Komponist
- Johan Hjort (1869–1948), Zoologe (Meeresbiologie)
- Holger Sinding-Larsen (1869–1938), Architekt
- Victor Baumann (1870–1932), Marineoffizier und Polarforscher
- Oskar Bye (1870–1939), Turner
- Theodor Frølich (1870–1947), Pädiater, Hochschullehrer und Pionier auf dem Gebiet der Erforschung des Skorbuts
- Jens Thiis (1870–1942), Kunsthistoriker und Museumsdirektor

#### 1871 bis 1880
- Eivind Astrup (1871–1895), Polarforscher
- Otto Bahr Halvorsen (1872–1923), Jurist und Politiker
- Lilla Hansen (1872–1962), Architektin
- Wilhelm Henie (1872–1937), Radrennfahrer und Eisschnellläufer
- Marie Karsten (1872–1953), Architektin und Möbeldesignerin
- Olaf Gulbransson (1873–1958), Maler, Grafiker und Karikaturist
- Fritz Holland (1874–1959), Architekt und Museumsmann
- Kristian Schreiner (1874–1957), Anthropologe und Professor der Anatomie
- Harald Aars (1875–1945), Architekt
- Eilert Falch-Lund (1875–1960), Segler
- Carl Thaulow (1875–1942), Segler
- Sverre Hassel (1876–1928), Polarforscher
- Otto Haug (1876–1948), Leichtathlet
- Christian Jebe (1876–1946), Segler
- Ludvik Peter Karsten (1876–1926), Maler
- Carl Ringvold senior (1876–1960), Segler
- Martin Stixrud (1876–1964), Eiskunstläufer
- Ole Evinrude (1877–1934), US-amerikanischer Erfinder
- Arnfinn Heje (1877–1958), Segler
- Bjørn Helland-Hansen (1877–1957), Pionier
- Marie Leskien-Lie (1877–nach dem 19. März 1946), Übersetzerin
- Nikolai Nissen Paus (1877–1956), Chirurg, Krankenhausdirektor und Präsident des Norwegischen Roten Kreuzes
- Torolf Voss (1877–1943), Komponist und Dirigent
- Carl-August Wiencke (1877–1898), Matrose und Antarktisfahrer
- Harriet Bosse (1878–1961), Schauspielerin
- Thoralf Glad (1878–1969), Segler
- Hans Schaanning (1878–1956), Ornithologe und Polarforscher
- Fredrik Parelius (1879–1970), Jurist
- Gunnar Tolnæs (1879–1940), Schauspieler
- Else Frølich (1880–1960), norwegisch-dänische Schauspielerin und Sängerin
- Aksel Waldemar Johannessen (1880–1922), Grafiker, Bildhauer und Maler
- Cora Sandel (1880–1974), Schriftstellerin
- Trygve Smith (1880–1948), Tennisspieler

#### 1881 bis 1890

##### 1881
- Oskar Braaten (1881–1939), Schriftsteller
- Thorleif Paus (1881–1976), Offizier, Generalkonsul in Wien, Unternehmer, Fabrikbesitzer und Gutsbesitzer in Schonen

##### 1882
- Olav Bjørnstad (1882–1963), Ruderer
- Ragnvald Blix (1882–1958), Karikaturist und Grafiker
- Fredrik Rosing Bull (1882–1925), Ingenieur
- Conrad Christensen (1882–1950), Turner
- Hans Fredrik Crawfurd-Jensen (1882–1947), Architekt
- Oscar Engelstad (1882–1972), Turner
- Helga Karlsen (1882–1936), Politikerin
- Rolf Lefdahl (1882–1965), Turner

##### 1883
- Herman Bjørklund (1883–1960), Tennisspieler
- Olaf Bull (1883–1933), Dichter
- Peter Hol (1883–1981), Turner
- Frantz Rosenberg (1883–1956), Sportschütze
- Arne Sunde (1883–1972), Sportschütze

##### 1884
- Eugen Ingebretsen (1884–1939), Turner
- Otto Olsen (1884–1953), Sportschütze
- Richard Peterson (1884–1967), Tennisspieler
- Olaf Syvertsen (1884–1964), Turner

##### 1885
- Realf Robach (1885–1963), Turner

##### 1886
- Bjarne Aas (1886–1969), Segler, Werftbesitzer und Yachtkonstrukteur
- Arthur Amundsen (1886–1936), Turner
- Otto Authén (1886–1971), Turner

##### 1887
- Thomas Aass (1887–1961), Regattasegler
- Francis Bull (1887–1974), Literaturhistoriker
- Leif Halvorsen (1887–1959), Komponist, Geiger und Dirigent
- Walther Halvorsen (1887–1972), Maler, Kunstschriftsteller, Kunsthändler, Ausstellungskurator und Mäzen
- Eugen Lunde (1887–1963), Segler

##### 1888
- Bjarne Angell (1888–1938), Tennisspieler
- Elias Aslaksen (1888–1976), Prediger und Missionar
- Erling Hanson (1888–1978), Schauspieler
- Nicolai Kiær (1888–1934), Turner
- Hans Lem (1888–1962), Turner
- Oscar Mathisen (1888–1954), Eisschnellläufer
- Ejnar Tønsager (1888–1967), Ruderer

##### 1889
- Alexia Bryn (1889–1983), Eiskunstläuferin
- Claus Høyer (1889–1964), Ruderer
- Sverre Jordan (1889–1972), Komponist und Pianist
- Theodor Klem (1889–1963), Ruderer
- Helge Krog (1889–1962), Dramatiker, Übersetzer und Literaturkritiker
- Karl Aagard Østvig (1889–1968), Opernsänger (Tenor), Opernregisseur und Gesangspädagoge
- Edvin Paulsen (1889–1963), Turner
- Finn Schiander (1889–1967), Regattasegler
- Nils Thomas (1889–1979), Regattasegler

##### 1890
- Conrad Langaard (1890–1950), Tennisspieler
- Ragnar Omtvedt (1890–1975), Skispringer, Skilangläufer und Nordischer Kombinierer
- Carl Paaske (1890–1970), Moderner Fünfkämpfer
- Hjalmar Riiser-Larsen (1890–1965), Luftfahrtpionier, Polarforscher und Geschäftsmann
- Betsy Schirmer (1890–1968), Bildhauerin
- Håkon Tønsager (1890–1975), Ruderer
- Ralph Tschudi (1890–1974), Regattasegler

#### 1891 bis 1900
- Hans Gabrielsen (1891–1965), Politiker und Jurist
- Henry Larsen (1891–1969), Ruderer
- Bjarne Pettersen (1891–1983), Turner
- Georg Brustad (1892–1932), Turner
- Carsten M. Carlsen (1892–1961), Organist, Komponist und Dirigent
- Magnus Herseth (1892–1976), Ruderer
- Reidar Holter (1892–1953), Ruderer
- Olaf Ingebretsen (1892–1971), Turner
- John Johnsen (1892–1984), Schwimmer
- Georg Valentin von Munthe af Morgenstierne (1892–1978), Indo-Iranist
- Fredrik Ramm (1892–1943), Journalist, Zeitungsredakteur und Autor
- Torleif Torkildsen (1892–1944), Turner
- Reidar Tønsberg (1893–1956), Turner
- Jørgen Bjørnstad (1894–1942), Turner
- Trygve Emanuel Gulbranssen (1894–1962), Schriftsteller
- Ludvig Irgens-Jensen (1894–1969), Komponist
- Andreas Krogh (1894–1964), Eiskunstläufer
- Thorleif Schjelderup-Ebbe (1894–1976), Zoologe
- Tage Aurell (1895–1976), schwedischer Schriftsteller, Drehbuchautor, Journalist und Übersetzer
- Bjarne Brustad (1895–1978), Komponist, Geiger und Bratscher
- Ragnar Anton Kittil Frisch (1895–1973), Ökonom
- Trygve Nagell (1895–1988), Mathematiker
- Fridtjof Paulsen (1895–1988), Eisschnellläufer
- Alf Rolfsen (1895–1979), Maler
- Trygve Lie (1896–1968), Politiker und Generalsekretär der Vereinten Nationen
- Odd Hassel (1897–1981), Chemiker
- Oskar Olsen (1897–1956), Eisschnellläufer
- Herman Paus (1897–1983), norwegisch-schwedischer Skispringer und Gutsbesitzer, Pionier des Skispringens und des nordischen Kombinierten
- Lauritz Schmidt (1897–1970), Regattasegler
- Roald Larsen (1898–1959), Eisschnellläufer
- Bjarne Øen (1898–1994), Generalleutnant der Luftstreitkräfte, Oberbefehlshaber der norwegischen Streitkräfte und Vorsitzender des NATO-Militärausschusses
- Ole Reistad (1898–1949), Sportler und Offizier
- Erik Rotheim (1898–1938), Ingenieur und Erfinder der Sprühdose
- Jacob Tullin Thams (1898–1954), Skispringer, Skilangläufer und Segler
- Odd Grüner-Hegge (1899–1973), Komponist, Pianist und Dirigent
- Henrik Irgens (1899–1938), katholischer Priester und Redakteur
- Jonas Lie (1899–1945), Politiker und Polizeioffizier
- Margot Moe (1899–1988), Eiskunstläuferin
- Rolf Monsen (1899–1987), US-amerikanischer nordischer Skisportler
- Egil Offenberg (1899–1975), Politiker und Unternehmer
- Øystein Ore (1899–1968), Mathematiker
- Asbjørn Wang (1899–1966), Schwimmer
- Ingeborg Wærn Bugge (1899–1991), schwedische Architektin
- Leif Enger (1900–1977), Schauspieler, Theaterleiter, Komponist und Sänger
- Harald Viggo Hansteen (1900–1941), Jurist, Gewerkschafter und Politiker
- Finn Lambrechts (1900–1956), Offizier, Generalleutnant der Luftstreitkräfte
- Gunnar Larsen (1900–1958), Schriftsteller, Übersetzer und Journalist
- Christian Schweigaard Stang (1900–1977), Linguist und Professor

### 20. Jahrhundert

#### 1901 bis 1910
- Odd Nansen (1901–1973), Architekt und Philanthrop
- Rudolf Nilsen (1901–1929), Dichter
- Melvin Simonsen (1901–1996), Pianist, Organist und Komponist
- Johan Borgen (1902–1979), Schriftsteller, Journalist und Literaturkritiker
- Henry Gleditsch (1902–1942), Schauspieler, Regisseur und Theaterintendant
- Halvard Lange (1902–1970), Politiker, Außenminister Norwegens
- Harald Lie (1902–1942), Komponist
- Rolf Wideröe (1902–1996), Ingenieur und Wissenschaftler
- Karl Andersen (1903–1970), Cellist und Komponist
- Øivin Fjeldstad (1903–1983), Komponist und Dirigent
- Henrik Groth (1903–1983), Verleger und Essayist
- Lars Onsager (1903–1976), Physikochemiker und theoretischer Physiker
- Olav Sunde (1903–1985), Leichtathlet
- Reidar Aulie (1904–1977), Maler
- Randi Bakke (1904–1984), Eiskunstläuferin
- Christen Christensen (1904–1969), Eiskunstläufer
- Gustav Kristiansen (1904–1988), Radrennfahrer
- Anders Lange (1904–1974), Journalist und Politiker
- Edgar Bruun (1905–1985), Leichtathlet
- Armand Carlsen (1905–1969), Eisschnellläufer und Radrennfahrer
- Bernt Evensen (1905–1979), Eisschnellläufer
- Kristian Hauger (1905–1977), Jazz- und Unterhaltungsmusiker
- Willy Røgeberg (1905–1969), Sportschütze
- Leif Størmer (1905–1979), Geologe und Paläontologe
- Nic Waal (1905–1960), Psychologin, die erste Kinderpsychiaterin in Norwegen
- Wollert Nygren (1906–1988), Eisschnellläufer
- Håkon Pedersen (1906–1991), Eisschnellläufer
- Rolf Jacobsen (1907–1994), Lyriker
- Aase Lionæs (1907–1999), Politikerin
- Karen Simensen (1907–1996), Eiskunstläuferin
- Odd Bang-Hansen (1908–1984), Schriftsteller, Journalist, Drehbuchautor und Übersetzer
- Carl Sandblom (1908–1984), schwedischer Regattasegler
- Eugen Bjørnstad (1909–1992), Automobilrennfahrer
- Dag Bryn (1909–1991), Psychologe, Politiker und Diplomat
- Ragna Thiis Stang (1909–1978), Kunsthistorikerin und Museumsleiterin
- Ferdinand Finne (1910–1999), Maler, Grafiker, Theaterdekorateur und Schriftsteller
- Per Fossum (1910–2004), Skirennläufer und Nordischer Kombinierer
- Roar Hauglid (1910–2001), Kunsthistoriker und Reichsantiquar
- Bernhard Paus (1910–1999), Chirurg, Oberstleutnant und Großmeister des Norwegischen Freimaurerordens

#### 1911 bis 1920
- Henning Alsvik (1911–1995), Kunsthistoriker
- Edvard Hambro (1911–1977), Politiker
- Rolf Karlsen (1911–1982), Komponist, Organist und Pianist
- Jens von der Lippe (1911–1990), Keramikkünstler, Lehrer, Kunstschriftsteller
- Haakon Sandtorp (1911–1974), Radrennfahrer
- Arne Brustad (1912–1987), Fußballspieler
- Thorbjørn Egner (1912–1990), Kinderbuchautor
- Sonja Henie (1912–1969), Eiskunstläuferin
- Rolf Wickstrøm (1912–1941), Gewerkschaftsfunktionär
- Sigurd Haanes (1913–1943), Skispringer
- John Larsen (1913–1989), Sportschütze
- Kari Diesen (1914–1987), Schauspielerin und Sängerin
- Gunnar Randers (1914–1992), Physiker
- Aase Bjerkholt (1915–2012), Politikerin, Ministerin
- Arvid Fladmoe (1915–1993), Geiger, Dirigent und Musikpädagoge
- Gerd Høst-Heyerdahl (1915–2007), Schauspielerin, Schriftstellerin und Professorin
- Knut Nystedt (1915–2014), Komponist
- Erik Heiberg (1916–1996), Regattasegler
- Fredrik Horn (1916–1997), Fußballspieler
- Fredrik Meyer (1916–1989), Regattasegler
- Gerd Vold Hurum (1917–2004), norwegische Widerstandskämpferin und Projektleiterin der Kon-Tiki-Expedition
- Jens Evensen (1917–2004), Jurist, Diplomat und Politiker
- Wenche Foss (1917–2011), Schauspielerin und Sängerin
- Gudmund Harlem (1917–1988), Mediziner, Hochschullehrer und Politiker, Minister
- André Bjerke (1918–1985), Schriftsteller und Lyriker
- Carsten Byhring (1918–1990), Schauspieler
- Johanne Dybwad (1918–2011), Skirennläuferin
- Johan Kvandal (1919–1999), Komponist, Dirigent, Organist und Musikkritiker
- Øistein Sommerfeldt (1919–1994), Komponist, Pianist, Musikkritiker und Schriftsteller
- Carl Mortensen (1919–2005), Regattasegler
- Dagmar von Mutius (1919–2008), deutsche Schriftstellerin
- Øistein Sommerfeldt (1919–1994), Komponist, Pianist, Musikkritiker und Schriftsteller
- Anders Bratholm (1920–2010), Jurist und Hochschullehrer
- Finn Ferner (1920–2001), Regattasegler
- Rowland Greenberg (1920–1994), Jazzmusiker und Radrennsportler
- Rolf Hansen (1920–2006), Politiker
- Olaf Poulsen (1920–2008), Eisschnellläufer, Präsident der ISU und Mitglied des IOC
- Thorleif Schjelderup (1920–2006), Skispringer und Autor
- Odd Westbye (1920–?), Radrennfahrer

#### 1921 bis 1930
- Gerhard Fischer (1921–2006), deutscher Diplomat und Botschafter
- Wanda Heger (1921–2017), Unterstützerin von Gefangenen im Zweiten Weltkrieg
- Gunvor Hofmo (1921–1995), Lyrikerin
- Tancred Ibsen junior (1921–2015), Diplomat
- Fredrik Jensen (1921–2011), Kollaborateur, Obersturmführer der Waffen-SS
- Arve Opsahl (1921–2007), Film- und Theaterschauspieler
- Anton Skulberg (1921–2012), Politiker und Hochschullehrer
- Liv Dommersnes (1922–2014), Schauspielerin
- Per Fischer (1923–1999), deutscher Diplomat und Botschafter Deutschlands im Tschad, in Israel und China
- Erling Kristiansen (1923–2009), Radrennfahrer
- Inger Jacobsen (1923–1996), Sängerin
- Bjarne Nerem (1923–1991), Jazz-Tenorsaxophonist und Klarinettist
- Elisabeth Schweigaard Selmer (1923–2009), Politikerin und Juristin
- Finn Bjørnseth (1924–1973), Schriftsteller
- Arne Heli (1924–2006), Schriftsteller und Aktivist
- Bjørn Larsson (1924–2021), Ringer
- Knut Steen (1924–2011), Bildhauer
- Hjalmar Torp (1924–2023), Kunsthistoriker
- Finn Carling (1925–2004), Schriftsteller
- Knut Kleve (1926–2017), Altphilologe
- Wenche Lowzow (1926–2016), Politikerin
- Christian Norberg-Schulz (1926–2000), Architekt, Professor für Architektur und Autor
- Kristen Nygaard (1926–2002), Informatiker
- Per Nyhaug (1926–2009), Jazz-Schlagzeuger und Vibraphonist
- Dag Schjelderup-Ebbe (1926–2013), Komponist
- Kari Skjønsberg (1926–2003), Literaturwissenschaftlerin, Frauenrechtlerin und Politikerin (Arbeiterpartiet)
- Eivind Eckbo (1927–2017), Politiker der Fortschrittspartei FrP
- Stein Eriksen (1927–2015), Skirennläufer
- Vera Henriksen (1927–2016), Schriftstellerin
- Arne Johansen (1927–2013), Eisschnellläufer
- Gunnar Sandborg (1927–2022), Ruderer
- Roald Aas (1928–2012), Eisschnellläufer
- Tor Arneberg (1928–2015), Regattasegler
- Tulla Blomberg Ranslet (* 1928), Malerin, Bildhauerin und Keramikkünstlerin
- Nils Christie (1928–2015), Kriminologe
- Knut Kloster (1929–2020), Unternehmer, Reeder, und Gründer der Norwegian Caribbean Line
- Arne Øien (1928–1998), Politiker und Ökonom
- Helge Reiss (1928–2009), Schauspieler
- Kåre Willoch (1928–2021), Politiker und Ökonom
- Mona Hofland (1929–2010), Schauspielerin
- Kjell Bækkelund (1930–2004), Pianist
- Mikkel Flagstad (1930–2005), Saxophonist und Klarinettist
- Johan Galtung (1930–2024), Mathematiker, Soziologe und Politologe
- Kjell Pedersen (1930–2017), Radrennfahrer
- Ragnhild von Norwegen (1930–2012), Tochter von König Olav V. und Märtha von Schweden

#### 1931 bis 1940
- Knut Bohwim (1931–2020), Schauspieler, Drehbuchautor und Regisseur
- Sven Ivar Dysthe (1931–2020), Möbel- und Industriedesigner
- Axel Seeberg (1931–2011), Klassischer Archäologe
- Thorvald Stoltenberg (1931–2018), Jurist, Diplomat und Politiker
- Per Voigt (1931–2022), Eishockeyspieler
- Astrid von Norwegen (* 1932), Tochter von König Olav V. und Märtha von Schweden
- Svein Byhring (1932–2007), Schauspieler
- Else Dehli (* 1932), Opernsängerin
- Per Ditlev-Simonsen (* 1932), Politiker
- Egil Bjerklund (1933–2022), Eishockeyspieler
- Knut Johannesen (* 1933), Eisschnellläufer
- Bjørg Skjælaaen (1933–2019), Eiskunstläuferin
- Per Ung (1933–2013), Bildhauer
- Goffredo Unger (1933–2009), italienischer Stuntman und Schauspieler
- Egil Johansen (1934–1998), Jazz-Schlagzeuger, Komponist, Arrangeur und Musikpädagoge
- Jan Kristiansen (1934–2023), Eisschnellläufer
- Rolf Paulsen (* 1934), Radrennfahrer
- Lucy Smith (Rechtswissenschaftlerin) (1934–2013), Rechtswissenschaftlerin und Hochschullehrerin
- Thorbjørn Berntsen (* 1935), Politiker
- Frid Ingulstad (* 1935), Schriftstellerin
- Stein Mehren (1935–2017), Schriftsteller, Lyriker und bildender Künstler
- Bjørn Pedersen (1935–2007), Jazzmusiker
- Bjørg Vik (1935–2018), Schriftstellerin und Dramatikerin
- Sjur Refsdal (1935–2009), Astrophysiker
- Jan Wallgren (1935–1996), Komponist und Pianist
- Tom Andersen (1936–2007), Psychiater und Psychotherapeut
- Astrid N. Heiberg (1936–2020), Ärztin und Politikerin
- Tom Vraalsen (1936–2021), Politiker und Diplomat
- Jan Balstad (* 1937), Politiker und Gewerkschafter
- Ronald Bye (1937–2018), Politiker, Autor und Gewerkschafter
- Johan Jørgen Holst (1937–1994), Politiker der Arbeiderpartiet
- Alfred Janson (1937–2019), Komponist, Pianist und Akkordeonist
- Karin Krog (* 1937), Jazz-Sängerin
- Fredrik Kveil (* 1937), Radrennfahrer
- Sidsel Paaske (1937–1980), bildende und Performance-Künstlerin, Lyrikerin
- Sonja von Norwegen (* 1937), Frau des norwegischen Königs Harald V.
- Tove Stang Dahl (1938–1993), Juristin und erste Professorin für Frauenrecht weltweit
- Inger Lise Gjørv (1938–2009), Politikerin
- Kjell Borgen (1939–1996), Politiker
- Hans Fredrik Dahl (* 1939), Historiker, Journalist und Sachbuchautor
- Babben Enger-Damon (* 1939), Skilangläuferin
- Harald Heide-Steen junior (1939–2008), Schauspieler und Komiker
- Einar Bruno Larsen (1939–2021), Fußball-, Eishockey- und Handballspieler
- Astrid Sandvik (* 1939), Skirennläuferin
- Jan Erik Vold (* 1939), Lyriker, Übersetzer, Literaturvermittler und Musiker
- Ole Jacob Hansen (1940–2000), Jazzmusiker
- Ragnar Hoen (1940–2019), Schachspieler
- Jon Skolmen (1940–2019), Schauspieler, Komiker und Moderator
- Ivar Westby (* 1940), Radrennfahrer

#### 1941 bis 1950
- Gerd Brantenberg (* 1941), Lehrerin und Autorin
- Knut Faldbakken (* 1941), Schriftsteller
- Håkon Øverby (1941–2021), Ringer
- Frøydis Ree Wekre (* 1941), Hornistin und Professorin an einer Musikhochschule
- Inger-Marie Ytterhorn (1941–2021), Seniorberaterin
- Svein-Erik Stiansen (* 1942), Eisschnellläufer
- Jon Christensen (1943–2020), Jazzschlagzeuger
- Odd Einar Dørum (* 1943), Politiker
- Torill Thorstad Hauger (1943–2014), Autorin von Kinder- und Jugendliteratur
- Gisela Heidenreich (* 1943), deutsche Autorin
- Liv Jagge-Christiansen (* 1943), Skirennläuferin
- Eva Joly (* 1943), Juristin und Mitglied des Europäischen Parlaments
- John Larsen (* 1943), Sportschütze
- William Nygaard (* 1943), Herausgeber
- Jan Erik Olsen (* 1943), Radrennfahrer
- Terje Pedersen (* 1943), Leichtathlet
- Frithjof Prydz (1943–1992), Skispringer und Tennisspieler
- Sigrid Sigurdsson (* 1943), deutsche Künstlerin
- Eystein Eggen (1944–2010), Staatsstipendiat und Schriftsteller
- Carl I. Hagen (* 1944), Politiker
- Carl Magnus Neumann (* 1944), Jazzmusiker
- Kjersti Graver (1945–2009), Juristin
- Tore Hem (* 1945), Ringer
- Tor Berger Jørgensen (* 1945), lutherischer Bischof der Norwegischen Kirche
- Liv Køltzow (* 1945), Schriftstellerin
- Per Kværne (* 1945), Tibetologe, Religionswissenschaftler und Kunsthistoriker
- Robert Meyer (* 1945), Fotograf, Hochschullehrer, Schriftsteller und Publizist
- Knut Riisnæs (1945–2023), Jazzmusiker
- Nils-Per Skarseth (* 1945), Skispringer
- Magni Wentzel (* 1945), Musikerin
- Ola Bratteli (1946–2015), Mathematiker
- Hans Christian Gulløv (* 1946), Archäologe, Ethnologe und Historiker
- Klaus Hagerup (1946–2018), Schriftsteller, Lyriker, Schauspieler und Regisseur
- Bernt Hagtvet (* 1946), Politikwissenschaftler und Totalitarismusforscher
- Anne Marit Jacobsen (* 1946), Schauspielerin und Synchronsprecherin
- Knut Vollebæk (* 1946), Diplomat und Politiker
- Laila Riksaasen Dahl (* 1947), Bischöfin aus der Norwegischen Kirche
- Kari Gjesteby (* 1947), Politikerin
- Thor Hansen (1947–2018), Pokerspieler
- Wencke Myhre (* 1947), Schlagersängerin
- Tron Øgrim (1947–2007), Journalist, Autor und Politiker
- Terje Rypdal (* 1947), Gitarrist und Komponist
- Finn Tveter (1947–2018), Ruderer
- Arne Zwaig (1947–2022), Schachspieler
- Carl Morten Iversen (1948–2023), Jazzbassist
- Lisbeth Korsmo-Berg (1948–2017), Eisschnellläuferin, Bronzemedaillengewinnerin bei Olympia
- Bernt Brendemoen (1949–2024), Turkologe
- Werner Christie (* 1949), Politiker und Mediziner
- Sverre Diesen (* 1949), General
- Per Husby (* 1949), Jazzpianist und Komponist
- Gudmund Vindland (* 1949), Schriftsteller
- Kirsti Biermann (* 1950), Eisschnellläuferin
- Per-Kristian Foss (* 1950), Politiker
- Lillebjørn Nilsen (1950–2024), Liedermacher und Volkssänger
- Einar Henning Smebye (* 1950), Pianist und Musikpädagoge

#### 1951 bis 1960

##### 1951 bis 1955
- Tom Colbjørnsen (* 1951), Hochschullehrer
- Øyvind Dahl (* 1951), Langstreckenläufer
- Kaci Kullmann Five (1951–2017), Politikerin
- Sylvi Graham (1951–2025), Politikerin
- Kristin Holby (* 1951), amerikanische Schauspielerin und Model
- Knut Lindh (* 1951), Autor, Verleger, Übersetzer und Journalist
- Ellen Nikolaysen (* 1951), Sängerin, Schauspielerin und Musicaldarstellerin
- Anne-Lise Bakken (* 1952), Politikerin
- Ketil Bjørnstad (* 1952), Schriftsteller, Lyriker, Komponist und Pianist
- Jostein Gaarder (* 1952), Schriftsteller
- Kari Guddal (* 1952), norwegisch-dänische Bildhauerin
- Jon Laukvik (* 1952), Organist und Musikprofessor
- Per Petterson (* 1952), Schriftsteller
- Radka Toneff (1952–1982), Jazzsängerin
- Trond Brænne (1953–2013), Schauspieler und Schriftsteller
- Lars Saabye Christensen (* 1953), dänischer Schriftsteller
- Erik Balke (* 1953), Jazzmusiker
- Jon Eberson (* 1953), Jazzgitarrist
- Jan Kjærstad (* 1953), Schriftsteller
- Stein Erik Lunde (* 1953), Autor und Lehrer
- Odd Riisnæs (* 1953), Jazz-Saxophonist und Pianist
- Grete Waitz (1953–2011), Leichtathletin
- Stein Bråthen (* 1954), Radrennfahrer
- Thomas Ebbesen (* 1954), Physiker und Chemiker
- Lars Erik Eriksen (* 1954), Skilangläufer
- Roy Jacobsen (* 1954), Schriftsteller
- Kristin Jarmund (* 1954), Architektin
- Torbjørn Sunde (* 1954), Jazzmusiker
- Haakon Graf (* 1955), Jazzmusiker
- Hans Petter Moland (* 1955), Filmregisseur und Drehbuchautor
- Lars Müller (* 1955), Grafikdesigner und Verleger
- Geir Otto Pedersen (* 1955), Diplomat
- Eigil Ramsfjell (* 1955), Curler
- Erik Solheim (* 1955), Politiker
- Fabian Stang (* 1955), Bürgermeister von Oslo

##### 1956 bis 1960
- Stephan Barratt-Due (* 1956), Geiger und Musikpädagoge
- Minken Fosheim (1956–2018), Schauspielerin und Kinderbuchautorin
- Jan Georg Iversen (* 1956), Radrennfahrer
- Anne Kristin Sydnes (1956–2017), Politikerin
- Kjersti Holmen (1956–2021), Schauspielerin
- Jon Boie Engen (1957–2018), US-amerikanischer Biathlet und Skilangläufer
- Jon Ewo (* 1957), Schriftsteller
- Morten Halle (* 1957), Jazzmusiker und Hochschullehrer
- Per Boye Hansen (* 1957), Opernregisseur
- Olav Hansson (* 1957), Skispringer
- Dagfinn Høybråten (* 1957), Politiker
- Hilde Indreberg (* 1957), Juristin
- Unni Lindell (* 1957), Schriftstellerin, Übersetzerin und Journalistin
- Mari Maurstad (* 1957), Schauspielerin
- Hege Schøyen (* 1957), Schauspielerin und Sängerin
- Rolf Wallin (* 1957), Komponist
- Hans Magnus Grepperud (* 1958), Ruderer
- Bente Kahan (* 1958), norwegisch-jüdische Schauspielerin und Musikerin
- Bjørn Skaare (1958–1989), Eishockeyspieler
- Tom Egeland (* 1959), Autor und Journalist
- Jon Larsen (* 1959), Maler, Plattenproduzent und Jazzmusiker
- Unni Larsen (* 1959), Radrennfahrerin
- Ragnhild Noer (* 1959), Richterin
- Hans Petter Ødegård (* 1959), Radrennfahrer
- Tore Sagvolden (* 1959), Orientierungsläufer
- Jens Stoltenberg (* 1959), Politiker
- Hanne Inger Bjurstrøm (* 1960), Juristin und Politikerin
- Øystein Djupedal (* 1960), Politiker
- Terje Gewelt (* 1960), Jazz- und Fusion-Bassist
- Hanne Hegh (* 1960), Handballspielerin
- Espen Beranek Holm (* 1960), Rockmusiker und Comedian
- Annichen Kringstad (* 1960), schwedische Orientierungsläuferin
- Petter Næss (* 1960), Schauspieler, Regisseur und Drehbuchautor
- Jo Nesbø (* 1960), Musiker und Autor
- Gunn Nyborg (* 1960), Fußball-Nationalspielerin
- Toril Marie Øie (* 1960), Juristin
- Erik Poppe (* 1960), Filmregisseur, Drehbuchautor, Kameramann und Pressefotograf
- Stein Reinertsen (* 1960), Bischof von Agder und Telemark
- Jonas Gahr Støre (* 1960), Politiker, norwegischer Statsminister
- Hanne Woods (* 1960), Curlerin

#### 1961 bis 1970

##### 1961 bis 1965
- Espen Andersen (* 1961), Nordischer Kombinierer
- Rolf Lislevand (* 1961), Lautenist und Gitarrist
- Kristin Midthun (* 1961), Handballspielerin
- Jon Ola Sand (* 1961), Fernsehproduzent
- Thomas Hylland Eriksen (1962–2024), Sozialanthropologe und Hochschullehrer
- Siv Friðleifsdóttir (* 1962), isländische Politikerin
- Magne Furuholmen (* 1962), Musiker
- Stig-Arne Gunnestad (* 1962), Curler
- Bendik Hofseth (* 1962), Jazz-Saxophonist und Komponist
- Kari Kjønaas Kjos (* 1962), Politikerin
- Vegard Opaas (* 1962), Skispringer
- Børge Ousland (* 1962), Abenteurer und Polarforscher
- Jon Rønningen (* 1962), Ringer
- Heidi Sundal (* 1962), Handballspielerin
- Tone Avenstroup (* 1963), Lyrikerin, Dramaturgin und Performancekünstlerin
- Georg von Krogh (* 1963), Wissenschaftler
- Pernille Rygg (* 1963), Schriftstellerin
- Christian Tybring-Gjedde (* 1963), Politiker
- Kristin Vinje (* 1963), Politikerin
- Torstein Aagaard-Nilsen (* 1964),  Komponist, Arrangeur, Dirigent und Musikpädagoge
- Hanne Harlem (* 1964), Politikerin
- Herman Horn Johannessen (* 1964), Regattasegler
- Rune Kristiansen (* 1964), Freestyle-Skier
- Torjus Larsen (* 1964), Radrennfahrer
- Henrik Mestad (* 1964), Schauspieler
- Lars Ramberg (* 1964), Künstler
- Hans Skalstad (* 1964), Radrennfahrer
- Liv-Benedicte Bjørneboe (* 1965), Organistin, Komponistin und Kantorin
- Marius Holst (* 1965), Filmregisseur
- Erik Johnsen (* 1965), Skispringer
- Marit Mikkelsplass (* 1965), Skilangläuferin
- Lars Rønningen (* 1965), Ringer
- Robert Stoltenberg (* 1965), Komiker, Schauspieler und Fernsehproduzent
- Ingvil Smines Tybring-Gjedde (* 1965), Politikerin

##### 1966 bis 1970
- Stine Lise Hattestad (* 1966), Freestyle-Skierin
- John Rognes (* 1966), Mathematiker
- Bergljot Webster (* 1966), Juristin
- Bent-Ove Pedersen (* 1967), Tennisspieler
- Bent Ånund Ramsfjell (* 1967), Curler
- Espen Bredesen (* 1968), Skispringer
- Anita Håkenstad Evertsen (* 1968), Biathletin, Langstrecken- und Crossläuferin sowie Bergläuferin
- Merete Fjeldavlie (* 1968), Skirennläuferin
- Anthon Grimsmo (* 1968), Curler
- Knut Holmann (* 1968), Kanute
- Per Oddvar Johansen (* 1968), Jazzmusiker
- Karl Ove Knausgård (* 1968), Schriftsteller
- Grethe Nestor (* 1968), Autorin und Journalistin
- Pål Anders Ullevålseter (* 1968), Endurorennfahrer
- Jan Thoresen (* 1968), Curler
- Tore Torvbråten (* 1968), Curler
- Thomas Winther Andersen (* 1969), Jazzmusiker
- Mathilde Grooss Viddal (* 1969), Jazzmusikerin
- Siv Jensen (* 1969), Politikerin
- Geir Moen (* 1969), Leichtathlet
- Rebekka Bakken (* 1970), Sängerin
- Thomas Berntsen (* 1970), Fußballspieler und -trainer
- Ole Eskild Dahlstrøm (* 1970), Eishockeyspieler
- Anja Garbarek (* 1970), Singer-Songwriterin
- Tord Gustavsen (* 1970), Jazzpianist
- Stefan Herheim (* 1970), Opernregisseur
- Anders Hornslien (* 1970), Politiker und Journalist
- Tommy Jakobsen (* 1970), Eishockeyspieler
- Marianne Kjørstad (* 1970), Skirennläuferin
- Stig Kristiansen (* 1970), Radrennfahrer
- Mads Ousdal (* 1970), Schauspieler
- Live Maria Roggen (* 1970), Jazzsängerin
- Åsne Seierstad (* 1970), Schriftstellerin und Journalistin
- Linn Skåber (* 1970), Schauspielerin, Komikerin und Schriftstellerin
- Tom Stiansen (* 1970), Skirennläufer
- Trine Lise Sundnes (* 1970), Politikerin
- Ragnar Tørnquist (* 1970), Computerspiel-Designer und -Autor

#### 1971 bis 1980

##### 1971
- Kjetil André Aamodt (* 1971), Skirennläufer
- Frode Berg (* 1971), Bassist
- André Bergdølmo (* 1971), Fußballspieler
- Fenriz (* 1971), Musiker und Texter
- Rut Krüger Giverin (* 1971), Diplomatin
- Kristian Skrede Gleditsch (* 1971), Politologe
- Kjersti Grini (* 1971), Handballspielerin
- Steinar Hoen (* 1971), Leichtathlet
- Mike Kjølø (* 1971), Fußballspieler
- Astrid Kvalbein (* 1971), Sängerin (Sopran), Musikpädagogin, Musikkriterin und Musikwissenschaftlerin
- Bente Lay (* 1971), Schauspielerin und Sprecherin
- Espen Lind (* 1971), Sänger, Songwriter und Produzent
- Astrid Lødemel (* 1971), Skirennläuferin
- Didrik Marksten (* 1971), Skirennläufer
- Märtha Louise von Norwegen (* 1971), Adelige, Tochter von König Harald V. und Königin Sonja von Norwegen
- Peer Moberg (* 1971), Segler
- Jon Øigarden (* 1971), Schauspieler
- Trond Espen Seim (* 1971), Schauspieler
- Trygve Seim (* 1971), Saxophonist
- Jan Derek Sørensen (* 1971), Fußballspieler
- Thomas Ulsrud (1971–2022), Curler
- Unni Wilhelmsen (* 1971), Folk-, Pop- und Jazzsängerin
- Ingar Zach (* 1971), Perkussionist

##### 1972
- Dagur B. Eggertsson (* 1972), isländischer Politiker
- Ola Fløttum (* 1972), Filmkomponist
- Anne-Kat. Hærland (* 1972), Komikerin, Moderatorin und Autorin
- Julie Lunde Hansen (* 1972), Skirennläuferin
- Anniken Hauglie (* 1972), Politikerin
- Espen Knutsen (* 1972), Eishockeyspieler und -trainer
- Hugo Rocha (* 1972), portugiesischer Segler
- Christian Ruud (* 1972), Tennisspieler
- Bente Skari (* 1972), Skilangläuferin
- Thomas Strønen (* 1972), Jazzmusiker
- Line Verndal (* 1972), Schauspielerin

##### 1973
- Haakon von Norwegen (* 1973), Kronprinz von Norwegen
- Thomas Enger (* 1973), Schriftsteller
- Sahra Hausmann (* 1973), Handballspielerin
- Andrea Bræin Hovig (* 1973), Schauspielerin, Sängerin und Kinderbuchautorin
- Christian Jaksjø (* 1973), Jazzmusiker und Komponist
- Heidi Nordby Lunde (* 1973), Politikerin
- Henning Kraggerud (* 1973), Musiker und Komponist
- Eivind Opsvik (* 1973), Jazzmusiker und Komponist
- Halldor Skard (* 1973), Nordischer Kombinierer
- Raphael Zuber (* 5. Juni 1973), Architekt und Gastprofessor an der AHO Oslo

##### 1974
- Petter Andersen (* 1974), Eisschnellläufer
- Simen Hestnæs (* 1974), Bassist und Backgroundsänger
- Marte Huke (* 1974), Lyrikerin
- Lars Erik Lund (* 1974), Eishockeyspieler
- Natassia Malthe (* 1974), Schauspielerin und Model
- Sjur Miljeteig (* 1974), Jazzmusiker
- Lasse Ottesen (* 1974), Skispringer und Skisprungtrainer
- Lasse Sætre (* 1974), Eisschnellläufer
- Silje Torp (* 1974), Schauspielerin
- Eskil Vogt (* 1974), Drehbuchautor und Filmregisseur

##### 1975
- Kjersti Anfinnsen (* 1975), Schriftstellerin
- Morten Berre (* 1975), Fußballspieler
- Nicolai Cleve Broch (* 1975), Schauspieler
- André Eriksen (* 1975), Schauspieler
- Sigri Mitra Gaïni (* 1975), färöische Filmschauspielerin und Dichterin
- Stein Johan Grieg Halvorsen (* 1975), Filmkomponist und Schauspieler
- Lars Andreas Haug (* 1975), Jazzmusiker
- Kate Havnevik (* 1975), Indie-Rock-Singer-Songwriterin und Komponistin
- Aksel Hennie (* 1975), Schauspieler, Regisseur und Drehbuchautor
- Truls Ove Karlsen (* 1975), Skirennläufer
- Maja Lunde (* 1975), Schriftstellerin und Drehbuchautorin
- Rune Melby (* 1975), Musiker und Schauspieler
- Marianne Pettersen (* 1975), Fußballspielerin
- Abid Raja (* 1975), Politiker
- Bertine Zetlitz (* 1975), Popsängerin und Autorin

##### 1976
- Hedda Berntsen (* 1976), Freestyle-Sportlerin
- Geir Andre Erlandsen (* 1976), Tischtennisspieler
- Thomas Hansen (1976–2007), Musiker
- Monica Isakstuen (* 1976), Schriftstellerin
- Steffen Iversen (* 1976), Fußballspieler
- Mudassar Kapur (* 1976), Politiker
- Kyrre Kvam (* 1976), Filmkomponist und Musicaldarsteller
- Laila Samuelsen (* 1976), Singer-Songwriterin
- Solveig Schytz (* 1976), Politikerin
- Inga Marte Thorkildsen (* 1976), Politikerin
- Marius Trygg (* 1976), Eishockeyspieler
- Mats Trygg (* 1976), Eishockeyspieler

##### 1977
- Tom Aage Aarnes (* 1977), Skispringer
- Sverre Andreas Jakobsson (* 1977), isländischer Handballspieler
- Deeyah Khan (* 1977), Musikerin, Filmemacherin und Menschenrechtsaktivistin
- Håkon Kornstad (* 1977), Jazzsaxophonist
- André Schei Lindbæk (* 1977), Fußballspieler
- Sissel Vera Pettersen (* 1977), Jazzmusikerin und bildende Künstlerin
- Per Zanussi (* 1977), Jazzmusiker

##### 1978
- Siri Hall Arnøy (* 1978), Politikerin
- Nikolai Astrup (* 1978), Politiker
- Charlotte Engelhardt (* 1978), deutsch-norwegische Moderatorin und Schauspielerin
- Mads Hansen (* 1978), Eishockeyspieler
- Kristofer Hivju (* 1978), Schauspieler
- Frode Kippe (* 1978), Fußballspieler
- Silya Nymoen (* 1978), Sängerin, Moderatorin und Schauspielerin
- Ingvild H. Rishøi (* 1978), Schriftstellerin
- Charlotte Würdig (* 1978), deutsche Moderatorin und Schauspielerin

##### 1979
- Anders Behring Breivik (* 1979), Massenmörder und Rechtsterrorist
- Svein-Erik Edvartsen (* 1979), Fußballschiedsrichter
- Hæge Fagerhus (* 1979), Handballspielerin
- Jørgen Isnes (* 1979), Fußballspieler und -trainer
- Saera Khan (* 1979), Politikerin
- Lisa Loven Kongsli (* 1979), Schauspielerin
- Anders Danielsen Lie (* 1979), Filmschauspieler, Musiker und Arzt
- Tuva Moflag (* 1979), Politikerin
- Haddy N’jie (* 1979), Sängerin, Songwriterin, Autorin, Journalistin und Fernsehmoderatorin
- Espen Olsen (* 1979), Fußballspieler
- Marcus Paus (* 1979), Komponist
- Kjersti Annesdatter Skomsvold (* 1979), Schriftstellerin
- Dan Tangnes (* 1979), Eishockeyspieler und -trainer
- Lene Westgaard-Halle (* 1979), Politikerin
- Jarl Espen Ygranes (* 1979), Eishockeyspieler

##### 1980
- Morten Ask (* 1980), Eishockeyspieler
- Anders Bastiansen (* 1980), Eishockeyspieler
- Joachim Bøhler (* 1980), Radrennfahrer
- Karoline Dyhre Breivang (* 1980), Handballspielerin
- Anton Eger (* 1980), schwedischer Jazzmusiker
- Yngvild Grøtmol (* 1980), Schauspielerin
- Jenny Hval (* 1980), Sängerin und Autorin
- Leif Erlend Johannessen (* 1980), Schachspieler
- Kristian Kjelling (* 1980), Handballspieler
- Sigrid Bonde Tusvik (* 1980), Komikerin, Autorin und Moderatorin
- Odd-Magnus Williamson (* 1980), Schauspieler
- Viktoria Winge (* 1980), Schauspielerin

#### 1981 bis 1990

##### 1981
- Tommy Egeberg (* 1981), Skispringer
- Solveig Gulbrandsen (* 1981), Fußballspielerin
- Bjørnar Moxnes (* 1981), Politiker
- Calix Ndiaye (* 1981), Basketballspieler und -trainer
- Morten Gamst Pedersen (* 1981), Fußballspieler
- Bjørn Einar Romøren (* 1981), Skispringer
- Christoffer Svae (* 1982), Curler

##### 1982
- Julie Andem (* 1982), Drehbuchautorin und Regisseurin
- Daniel Braaten (* 1982), Fußballspieler
- Mira Craig (* 1982), norwegisch-amerikanische Sängerin
- Ann Kristin Flatland (* 1982), Biathletin
- Bendik Giske (* 1982), Jazz- und Improvisationsmusiker
- Carl Waaler Kaas (* 1982), Orientierungsläufer
- Bjarte Myrhol (* 1982), Handballspieler und -trainer
- Cindy Treland (* 1982), Beachvolleyballspielerin

##### 1983
- Mari Hemmer (* 1983), Eisschnellläuferin
- Øystein Pettersen (* 1983), Skilangläufer
- Patrick Thoresen (* 1983), Eishockeyspieler

##### 1984
- Ragnhild Aas (* 1984), Beachvolleyballspielerin
- Jan Christian Bjørn (* 1984), Nordischer Kombinierer
- Akseli Kokkonen (* 1984), Skispringer finnischer Abstammung
- Håvard Petersson (* 1984), Curler
- Linn Jørum Sulland (* 1984), Handballspielerin
- Martin Johnsrud Sundby (* 1984), Skilangläufer
- Ole-Kristian Tollefsen (* 1984), Eishockeyspieler
- Snorre Valen (* 1984), Politiker und Musiker

##### 1985
- Mohammed Abdellaoue (* 1985), Fußballspieler
- Åsmund Aukrust (* 1985), Politiker
- Thomas Borge Lie (* 1985), Freestyle-Skier
- Kristoffer Borgli (* 1985), Filmregisseur und Drehbuchautor
- Per Arne Ferner (* 1985), Jazz- und Fusionmusiker
- Daniel Fredheim Holm (* 1985), Fußballspieler
- Bjørnar Holmvik (* 1985), Fußballspieler
- Petter Tande (* 1985), Nordischer Kombinierer

##### 1986
- Jon Aaraas (* 1986), Skispringer
- Line Bialik Øien (* 1986), Eishockeyspielerin
- Eirik Brandsdal (* 1986), Skilangläufer
- Mona Fastvold (* 1986), Schauspielerin, Drehbuchautorin und Filmregisseurin
- Kristian Forsberg (* 1986), Eishockeyspieler
- Vilde Frang (* 1986), Geigerin
- Anders Gløersen (* 1986), Skilangläufer
- Øyvind Gløersen (* 1986), Skilangläufer
- Alexander Mathisen (* 1986), Fußballspieler
- Maria Mena (* 1986), Popmusikerin und Songwriterin
- Jakob Oftebro (* 1986), Schauspieler und Synchronsprecher
- Mathis Olimb (* 1986), Eishockeyspieler
- Niklas Roest (* 1986), Eishockeyspieler
- Martin Røymark (* 1986), Eishockeyspieler
- Jenny Skavlan (* 1986), Schauspielerin, Moderatorin und Autorin
- Linn Strømsborg (* 1986), Schriftstellerin
- Dan Peter Sundland (* 1986), Jazzmusiker

##### 1987
- Alexander Bonsaksen (* 1987), Eishockeyspieler
- Ida Elise Broch (* 1987), Schauspielerin
- Marte Eberson (* 1987), Musikerin
- Lars Haugen (* 1987), Eishockeytorwart
- Tine Thing Helseth (* 1987), Trompeterin
- Benjamin Helstad (* 1987), Schauspieler und Musiker
- Alexander Kristoff (* 1987), Radrennfahrer
- Adam Larsen Kwarasey (* 1987), ghanaisch-norwegischer Fußballspieler
- Christian Mithassel (* 1987), Freestyle-Skier
- Anders Rekdal (* 1987), Freestyle-Skier
- Henrik Ruud Tovås (* 1987), Handballspieler
- Mats Zuccarello (* 1987), Eishockeyspieler

##### 1988
- Mustafa Abdellaoue (* 1988), Fußballspieler
- Fanny Horn Birkeland (* 1988), Biathletin und Skilangläuferin
- Celine Brun-Lie (* 1988), Skilangläuferin
- Anne Cecilie Brusletto (* 1988), Skirennläuferin
- Magnus Dahl (* 1988), Handballtorhüter
- Robin Dahlstrøm (* 1988), Eishockeyspieler
- Øyvind Moen Fjeld (* 1988), Skilangläufer
- Mats Frøshaug (* 1988), Eishockeyspieler
- Nicolay Hauge (* 1988), Handballspieler
- Idunn Hertzberg (* 1988), Tennisspielerin
- Martin Laumann-Ylvén (* 1988), Eishockeyspieler
- André Lysenstøen (* 1988), Eishockeytorhüter
- Charlotte Mordal (* 1988), Handballspielerin
- Kim René Elverum Sorsell (* 1988), Skispringer
- Pernille Wibe (* 1988), Handballspielerin

##### 1989
- Stefan Espeland (* 1989), Eishockeyspieler
- Rikke Marie Granlund (* 1989), Handballspielerin
- André Hansen (* 1989), Fußballtorhüter
- Hans Christer Holund (* 1989), Skilangläufer
- Ola Kamara (* 1989), Fußballspieler
- Eirik Kjelstrup (* 1989), Skispringer
- Vegard Stake Laengen (* 1989), Radrennfahrer
- Andreas Mikkelsen (* 1989), Rallyefahrer
- Jonathan Nordbotten (* 1989), Skirennläufer
- Ken André Olimb (* 1989), Eishockeyspieler

##### 1990
- Jo Inge Berget (* 1990), Fußballspieler
- Mathis Bolly (* 1990), norwegisch-ivorischer Fußballspieler
- Adama Diomande (* 1990), Fußballspieler
- Mikkel Diskerud (* 1990), US-amerikanischer Fußballspieler
- Thea Grosvold (* 1990), Skirennläuferin
- Eivind Henriksen (* 1990), Leichtathlet
- Christine Homme (* 1990), Handballspielerin
- Didrik Bastian Juell (* 1990), Freestyle-Skisportler
- Line Kloster (* 1990), Leichtathletin
- Peter Nergaard (* 1990), schwedischer Fußballspieler
- Helene Olafsen (* 1990), Snowboarderin und Moderatorin
- Harmeet Singh (* 1990), Fußballspieler
- Vinjar Slåtten (* 1990), Freestyle-Skier
- Tuva Toftdahl Staver (* 1990), Skilangläuferin
- Felix Stephensen (* 1990), Pokerspieler

#### 1991 bis 2000

##### 1991
- Haitam Aleesami (* 1991), Fußballspieler
- Sebastian Barthold (* 1991), Handballspieler
- Omar Elabdellaoui (* 1991), Fußballspieler
- Flamur Kastrati (* 1991), Fußballspieler
- Anniken Mork (* 1991), Skispringerin
- Nora Mørk (* 1991), Handballspielerin
- Thea Mørk (* 1991), Handballspielerin
- Stine Oftedal Dahmke (* 1991), Handballspielerin
- Mats Rosseli Olsen (* 1991), Eishockeyspieler
- Christian O’Sullivan (* 1991), Handballspieler
- Kristina Riis-Johannessen (* 1991), Skirennläuferin

##### 1992
- Håvard Gutubø Bogetveit (* 1992), Biathlet
- Thekla Brun-Lie (* 1992), Biathletin
- Ulrikke Eikeri (* 1992), Tennisspielerin
- Joshua King (* 1992), Fußballspieler
- Sondre Olden (* 1992), Eishockeyspieler
- Mathilde Tybring-Gjedde (* 1992), Politikerin
- Lars Volden (* 1992), Eishockeytorwart

##### 1993
- Kristine Breistøl (* 1993), Handballspielerin
- Emilie Christensen (* 1993), Handballspielerin
- Nina Heglund (* 1993), norwegisch-britische Handballspielerin
- Etzaz Hussain (* 1993), Fußballspieler
- Jonas Knutsen (* 1993), Eishockeyspieler
- Simen Hegstad Krüger (* 1993), Skilangläufer
- Nicolai Næss (* 1993), Fußballspieler
- Håvard Nielsen (* 1993), Fußballspieler
- Vera Rudi (* 1993), Schauspielerin
- Maren Skjøld (* 1993), Skirennläuferin
- Steffen Søberg (* 1993), norwegisch-amerikanischer Eishockeytorwart
- Frode Urkedal (* 1993), Schachspieler

##### 1994
- Guro Bergsvand (* 1994), Fußballspielerin
- Vilde Ingstad (* 1994), Handballspielerin
- Jørgen Karterud (* 1994), Eishockeyspieler
- Cornelia Lister (* 1994), schwedische Tennisspielerin
- Hanna Oftedal Sagosen (* 1994), Handballspielerin
- Stine Pettersen Reinås (* 1994), Fußballspielerin
- Eirik Salsten (* 1994), Eishockeyspieler

##### 1995
- Regine Anthonessen (* 1995), Schauspielerin und Handballspielerin
- Nadia Akpana Assa (* 1995), Weitspringerin
- Amalia Holm Bjelke (* 1995), schwedische Schauspielerin
- Cezinando (* 1995), Rapper und Songwriter
- Mats Møller Dæhli (* 1995), Fußballspieler
- Sandra Eie (* 1995), Freestyle-Skierin
- Caroline Graham Hansen (* 1995), Fußballspielerin
- Åsmund Høeg (* 1995), Schauspieler
- Marius Høibråten (* 1995), Fußballspieler
- Mina Fürst Holtmann (* 1995), Skirennläuferin
- Line Flem Høst (* 1995), Seglerin
- Henrik Røa (* 1995), Skirennläufer
- Phillip Sjøen (* 1995), Skispringer
- Christian Sørum (* 1995), Volleyball- und Beachvolleyballspieler
- Andrine Tomter (* 1995), Fußballspielerin
- Hedvig Wessel (* 1995), Freestyle-Skierin

##### 1996
- Niklas Castro (* 1996), norwegisch-chilenischer Fußballspieler
- Dutty Dior (1996–2024), Rapper und Sänger
- Halvor Egner Granerud (* 1996), Skispringer
- Kevin Gulliksen (* 1996), Handballspieler
- Ask van der Hagen (* 1996), Schauspieler
- Aksel Horgen (* 1996), Handballspieler
- Synne Jensen (* 1996), Fußballspielerin
- Tuva Norbye (* 1996), Skirennläuferin
- Jonas Hoff Oftebro (* 1996), Schauspieler und Synchronsprecher
- Sander Øverjordet (* 1996), Handballspieler
- Robin Pedersen (* 1996), Skispringer
- Kristian Sæverås (* 1996), Handballspieler
- Sheriff Sinyan (* 1996), Fußballspieler
- Fabian Wilkens Solheim (* 1996), Skirennläufer
- Morten Thorsby (* 1996), Fußballspieler

##### 1997
- Aleksander Fjeld Andersen (* 1997), Biathlet
- Alisha Boe (* 1997), norwegisch-US-amerikanische Schauspielerin
- Harald Frey (* 1997), Basketballspieler
- Hkeem (* 1997), Rapper und Sänger
- Viktor Hovland (* 1997), Profigolfer
- Mie Bjørndal Ottestad (* 1997), Radrennfahrerin
- Jarl Magnus Riiber (* 1997), Nordischer Kombinierer
- Magnus Rød (* 1997), Handballspieler
- Frida Nåmo Rønning (* 1997), Handballspielerin
- Gabriel Setterblom (* 1997), Handballspieler
- Endre Strømsheim (* 1997), Biathlet

##### 1998
- Billie Barker (* 1998), Schauspielerin
- Athit Berg (* 1998), norwegisch-thailändischer Fußballspieler
- Marte Berg Edseth (* 1998), Radrennfahrerin und Skirennfahrerin
- Allan Dahl Johansson (* 1998), Eisschnellläufer
- Casper Ruud (* 1998), Tennisspieler
- Ola Solbakken (* 1998), Fußballspieler

##### 1999
- Malene Helgø (* 1999), Tennisspielerin
- Karoline Lund (* 1999), Handballspielerin
- Tarjei Sandvik Moe (* 1999), Schauspieler
- Håvard Moseby (* 1999), Skilangläufer
- Kaja Norbye (* 1999), Skirennläuferin
- Astrid Wanja Brune Olsen (* 1999), Tennisspielerin
- Henny Reistad (* 1999), Handballspielerin
- Fredrik Villumstad (* 1999), Skispringer

##### 2000
- Aiba (* 2000), Sänger und Schauspieler
- Erik Botheim (* 2000), Fußballspieler
- Lucas Braathen (* 2000), Skirennläufer
- Filip Delaveris (* 2000), Fußballspieler
- Sara Hørte (* 2000), Fußballspielerin
- Thomas Langerud Kristoffersen (* 2000), Handballtorwart
- Jens Lurås Oftebro (* 2000), Nordischer Kombinierer
- Ragne Wiklund (* 2000), Eisschnellläuferin
- Scott Woods (* 2000), philippinisch-schottischer Fußballspieler

### 21. Jahrhundert

#### 2001 bis 2010
- Josef Brian Baccay (* 2001), Fußballspieler
- Victoria Solli Berg (* 2001), Handball- und Beachhandballspielerin
- Ane Cecilie Høgseth (* 2001), Handballspielerin
- Mathias Kjølø (* 2001), Fußballspieler
- Oskar Lindquist (* 2001), Schauspieler
- Musti (* 2001), Rapperin
- Markus Rooth (* 2001), Zehnkämpfer
- Osame Sahraoui (* 2001), marokkanisch-norwegischer Fußballspieler
- Ole Julian Bjørgvik Holm (* 2002), Eishockeyspieler
- Tobias Grønstad (* 2002), Mittelstreckenläufer
- Fredrik Oppegård (* 2002), Fußballspieler
- Aksel Baran Potur (* 2002), türkisch-norwegischer Fußballspieler
- Sander Skotheim (* 2002), Zehnkämpfer
- Naomi Lien Hasselberg Thorsrud (* 2002), Schauspielerin
- Kristian Arnstad (* 2003), Fußballspieler
- Maud Angelica Behn (* 2003), Schriftstellerin und Mitglied der norwegischen Königsfamilie
- Petter Nosa Dahl (* 2003), Fußballspieler
- Dennis Hauger (* 2003), Automobilrennfahrer
- Aksel Rykkvin (* 2003), Sänger (Bariton)
- Simen Sellæg (* 2003), Skirennläufer
- Julie Jorde (* 2004), Fußballspielerin
- Johannes Kulset (* 2004), Radrennfahrer
- Ingrid Alexandra von Norwegen (* 2004), Adelige, Prinzessin von Norwegen
- Sverre Magnus von Norwegen (* 2005), Adeliger, Prinz von Norwegen
- Kamilla Aasebø (* 2006), Radrennfahrerin
- Angelina Jordan (* 2006), Sängerin
- Nicolai Budkov Kjær (* 2006), Tennisspieler

## Personen mit Bezug zu Oslo
- Laura Gundersen (1833–1898), Theaterschauspielerin
- Peter Harboe Castberg (1844–1926), Bankdirektor und Sachbuchautor
- Erich Wallroth (1876–1929), deutscher Diplomat und Botschafter
- Halfdan Cleve (1879–1951), Komponist
- Fritz Nobe (1880–1945), als deutscher Admiralstabsintendant für die Kriegsmarine in Oslo eingesetzt, brachte sich hier 1945 um
- Naum Gabo (1890–1977), russischer Bildhauer, Maler, Architekt und Designer
- Paul Brand (* 1941), Schweizer Maler, Bildhauer und Hochschullehrer
- Enel Melberg (* 1943), Schriftstellerin und Übersetzerin
- Michael de la Fontaine (* 1945), Liedermacher, Leiter des Goethe-Instituts in Oslo
- Tor Fretheim (1946–2018), Schriftsteller und Autor von Theaterstücken
- Souhaila Andrawes (* 1953), Terroristin, Beteiligte an der Entführung der Landshut 1977
- Peter-Michael Kolbe (1953–2023), deutscher Ruderer
- Bruce Bawer (* 1956), US-amerikanischer Literaturkritiker, Schriftsteller und Dichter
- Karl Seglem (* 1961), Saxophonist und Ziegenhornbläser
- Mette Tronvoll (* 1965), Fotokünstlerin
- Linn Ullmann (* 1966), Schriftstellerin und Journalistin
- Erlend Loe (* 1969), Schriftsteller
- Rune Djurhuus (* 1970), Schachspieler
- Ingebrigt Håker Flaten (* 1971), Jazzbassist
- Florian Zenker (* 1972), deutscher Gitarrist und Komponist
- Matias Faldbakken (* 1973), Schriftsteller und bildender Künstler
- Bård G. Eithun (* 1974), Schlagzeuger
- Marit Larsen (* 1983), Popsängerin, Gitarristin und Songwriterin
- Erik Solbakken (* 1984), Fernsehmoderator
- Ezinne Okparaebo (* 1988), nigerianische Sprinterin
- Sylvaine (* 1991), Metal-Multi-Instrumentalistin